# Episodi de Il nostro amico Charly (settima stagione)
| n. | Titolo originale         | Titolo in italiano           |
| 1  | Charly und Robbie        | Charly e Robbie              |
| 2  | Schwimmende Juwelen      | Gioielli d'acqua dolce       |
| 3  | Partner fürs Leben       | Un compagno per la vita      |
| 4  | Nachwuchssorgen          | Uova di cicogna              |
| 5  | Charly auf Tour          | Charly fa il turista         |
| 6  | Rufmord                  | La gabbia degli struzzi      |
| 7  | Liebeskummer             | Mal d'amore                  |
| 8  | Mausefallen              | Trappola per topi            |
| 9  | Schräge Vögel            | La gazza ladra               |
| 10 | Ausreißer wider Willen   | Che fine ha fatto Charly     |
| 11 | Applaus für Charly       | Applausi per Charly          |
| 12 | Charly und der Geldregen | Charly e la pioggia di soldi |
| 13 | Affe zu verkaufen        | Charly in vendita            |
| 14 | Verhängnisvolle Rettung  | Il salvataggio               |
| 15 | Licht am Horizont        | Luce all'orizzonte           |